# Флоренсио Варела
Флоренсио Варела (шп. Florencio Varela) је град у Аргентини у покрајини Буенос Ајрес. Према процени из 2005. у граду је живело 379.789 становника.

## Становништво
Према процени, у граду је 2005. живело 379.789 становника.
| 1980.   | 1991.   | 2001.   |
| ------- | ------- | ------- |
| 173.452 | 249.625 | 341.507 |